# جوزيف فرنسيس بوش
جوزيف فرنسيس بوش (بالإنجليزية: Joseph Francis Busch)‏ هو كاهن كاثوليكي أمريكي، ولد في 18 أبريل 1866 في ريد وينغ في الولايات المتحدة، وتوفي في 31 مايو 1953.